# جیمز رالف (فیلم‌ساز)
جیمز رالف (انگلیسی: James Rolfe؛ زادهٔ ۱۰ ژوئیهٔ ۱۹۸۰) یک هنرپیشه، تهیه‌کننده فیلم، نویسنده، و ویراستاری اهل ایالات متحده آمریکا است.

## گزیده فیلمشناسی
از فیلم‌ها یا برنامه‌های تلویزیونی که وی در آن نقش داشته‌است می‌توان به آثار زیر اشاره کرد.
- جمعه سیزدهم (مجموعه فیلم) (۲۰۰۹)